# Palazzo Pretorio (Prato)
Palazzo Pretorio è l'antico palazzo comunale di Prato, situato in piazza del Comune davanti all'attuale Palazzo Comunale. È sede del Museo di Palazzo Pretorio. All'interno è ospitato l'Ufficio Informazioni Turistiche per l'area pratese.

## Storia
Il palazzo, nelle sue forme attuali, nacque a cavallo del XIII e XIV secolo dalla fusione di tre palazzi distinti, dalla cui trasformazione vennero creati i locali per ospitare le sedi del Podestà, della magistratura locale e delle prigioni. I diversi materiali da costruzione usati nei distinti edifici ci permettono ancora oggi di distinguere le sagome delle torri primitive. La parte più antica è la casa-torre ancora distinguibile a destra (XIII secolo), già appartenuta alla famiglia dei Pipini, con un porticato al pian terreno con pilastri di pietra alberese poi tamponata ma ancora visibile, e acquistata nel 1284 dal capitano del popolo Fresco dei Frescobaldi per insediarvi il governo comunale.
La parte sinistra invece risale al XIV secolo e presenta otto eleganti bifore e un tabernacolo dove fino almeno al 1799 veniva conservata una statua trecentesca di Roberto d'Angiò, già tributato come patrono cittadino, il quale però non ricambiò la devozione vendendo Prato ai fiorentini alla prima occasione. Dal portale a piano terreno si accede ad una serie di ambienti in parte affrescati (Bettino di Corsino, 1307; Pietro e Antonio di Miniato, 1425), mentre l'ampio scalone esterno conduce al piano principale.
Nel corso del Cinquecento un crollo interessò parte dell'edificio (tra cui la torre campanaria), ed in seguito al restauro il palazzo venne sormontato da una nuova merlatura e dal campaniletto a vela, che coronano l'edificio. Nei secoli successivi, a causa dell'aumento delle mansioni governative, gli ambienti interni furono suddivisi in molti piccoli vani. Verso la fine del XIX secolo ne venne proposta la demolizione, ma nel 1909 il progetto fu abbandonato e si decise di restaurare l'edificio, riportando le stanze ad assumere l'aspetto delle origini.
Il Granduca Pietro Leopoldo di Lorena nel 1788 espresse l'intento di creare una scuola del gusto per i futuri artisti, che sfociò nella creazione nel 1858 di una prima collezione ospitata inizialmente nel vicino Palazzo Comunale. Il 26 giugno 1899 l'edificio subì alcuni danni a seguito della scossa del terremoto della Valle del Bisenzio, che in città raggiunse l'intensità del VII grado della scala Mercalli.
Dal 1912 nelle stanze di Palazzo Pretorio è ospitato il Museo di Palazzo Pretorio, che raccoglie molte opere d'arte che spaziano dal Medioevo all'Ottocento. Dopo essere stato chiuso per restauri dal marzo 1998, il Palazzo è stato riaperto al pubblico nel settembre 2013.